# Нэмора
Нэмора (англ. Namora), настоящее имя Аквария Наутика Нептуния (англ. Aquaria Nautica Neptunia) — героиня американских комиксов издательства Marvel Comics. Нэмора родом из Атлантиды и является дочерью атланта и земной женщины. Наиболее известна как кузина Нэмора.
Мэйбл Кадена сыграла Нэмору в фильме «Чёрная пантера: Ваканда навеки» (2022), действие которого происходит в рамках медиафраншизы «Кинематографическая вселенная Marvel».

## История публикаций
Нэмора дебютировала в 12-страничном сюжете «Пришествие Нэморы!», который был опубликован в комиксе Marvel Mystery Comics #82 (Май 1947). Также Нэмора появилась на обложке Боба Пауэлла. Её костюм был разработан создателем Нэмора, Биллом Эвереттом. Первоначально между ней и Нэмором не было кровного родства, отчего подразумевались романтические отношения.
У неё была собственная серия комиксов Namora, выходившая с августа по декабрь 1948 года. Несмотря на то что комикс насчитывал всего три выпуска, Нэмора регулярно пересекалась с Нэмором в Marvel Mystery Comics, а также в серии Sub-Mariner, вплоть до закрытия серии в 1955 году.
Героиня отсутствовала в комиксах в течение 16 лет, до тех пор, пока не появилась во флэшбеке серии Sub-Mariner Серебряного века в Sub-Mariner #33 (Январь 1971). В Sub-Mariner #50 (Июнь 1972) Нэмор увидел её замороженное тело, а полноценная смерть Нэморы была показана в #51 (Июль 1972).
В течение следующих 30 лет Нэмора появлялась в нескольких флэшбеках и историях из альтернативной реальности, включая What If? #9 (Июнь 1978), The New Warriors Annual #1 (1991), What If? #47 (Март 1993), The New Warriors #44 (Февраль 1994), Avengers: Forever #4–5 (Март — апрель 1999) и Marvel: The Lost Generation #2-3 (Декабрь 2000 — январь 2001).
В конечном итоге Нэмора ожила в серии Agents of Atlas, в выпусках #1–6 (Октябрь 2006 — март 2007). Также она фигурировала в серии Incredible Hulk #107-112 (Август — декабрь 2007), Giant-Size Marvel Adventures: Avengers #1 (Сентябрь 2007), World War Hulk #2 (Сентябрь 2007), Spider-Man Family #4 (Октябрь 2007) и Incredible Hercules #121–122 (Ноябрь — декабрь 2008).
Профиль Нэморы был включён в The Official Handbook of the Marvel Universe: Golden Age (2004).

## Биография
Намора — персонаж Золотого века комиксов. Изначально её звали Аквария Наутика Нептуния, после чего она получила прозвище «Нэмора» в честь своего кузена Нэмора. Как и Нэмор, она является мутантом-гибридом, обладающим сверхчеловеческой силой и способностью летать благодаря крыльям на лодыжках. Когда её отец был убит обитателями поверхности, искавшими сокровища, она провозгласила себя Нэморой, что на языке атлантов означает «Дочь-мстительница», в то время как Нэмор означает «Сын-мститель». Она приходилась Нэмору двоюродной сестрой, хоть и не кровной, и в течение нескольких лет сопровождала его в приключениях.
В дальнейшем Нэмора была смертельно отравлена лемурийской террористкой Ллирой. Незадолго до этого она обзавелась клоном по имени Нэморита, которую выдавала за свою родную дочь из-за запретов атлантов на клонирование. Согласно Marvel: The Lost Generation она состояла в рядах Охотников на монстров В 1956 году.

### Агенты Атласа
Агенты Атласа обнаружили повреждённый гроб, в котором находился мумифицированный труп Нэморы. Придя в себя, Нэмора присоединилась к битве с подводными морскими существами и показала окружающим, что по силе не уступает своему кузену Нэмору.
Джимми Ву предложил ей место в команде и Нэмора согласилась вступить в ряды Агентов Атласа, а также помогла Венере восстановить воспоминания о её прошлом в качестве сирены. Затем, благодаря усиленным способностям наяды, вызывающим блаженство, выяснилось, что сокровенное желание Нэморы — переспать со своим кузеном Нэмором.
Впоследствии команда добралась до Жёлтого когтя, который оказался вдохновителем Фонда Атлас, готовым отдать лидирующую роль Джимми Ву. Ву согласился и Нэмора, как и другие Агенты, отправилась путешествовать по миру на космическом корабле Марвел Боя, чтобы уничтожить любую мятежную ячейку, преследующую преступные цели.
В какой-то момент службы в Агентах Атласа она взяла длительный отпуск и присоединилась к группе Амадея Чо во время событий World War Hulk.

### Мировая война Халка
Разгневанная смертью своей дочери в начале Гражданской войны супергероев, вспыхнувшей из-за государственной регистрации сверхлюдей, Нэмора присоединилась к Амадею Чо, Геркулесу и Ангелу, чтобы помочь Халку.

### Амазонско-атлантическая война
Во время членства в группе Чо, она разделила поцелуй с Геркулесом. Некоторое время спустя, после событий Secret Invasion, Геркулес и Амадей Чо отдыхали неподалёку от Атлантиды, где у Нэморы и последнего завязалась интрижка. Тем не менее, их времяпровождение было прервано амазонками. Нэмора помогла Геркулесу отогнать амазонок и спасти Чо от их любовных и, в конечном счете, фатальных притязаний.

### Тёмное правление
Во время событий Dark Reign Агенты Атласа попытались свергнуть Нормана Озборна, притворившись суперзлодеями, чтобы втереться к нему в доверие. Через некоторое время группе стало известно о Заговорщиках Нормана, установив, что одним из членов организации был Нэмор. Агенты вступили в конфронтацию с Нэмором за его принадлежности к группе. Несмотря на несогласие относительно методов друг друга, Нэмора и Нэмор, в конечном итоге, разделили поцелуй и начали отношения. Сначала Нэмора хотела остаться с Нэмором, однако затем до неё дошли известия, что старейшины атлантов уже давно намеревались связать их друг с другом, чтобы те произвели на свет новых гибридов атлантов и людей. Нэмор и Нэмора решили завершить свои отношения, поскольку не были уверены в том, что их чувства друг к другу были искренними.

### Бесконечность
Во время событий Infinity атлантическая школа Нэморы была выбрана в качестве одного из учреждений, готовых принять участие в битве в новой Битве чемпионов. Тем не менее, Атлантида была атакована силами Таноса до начала соревнований. В отчаянии Нэмора обратилась за помощью к Хэнку Пиму, однако королевство было разрушено до того, как можно было предпринять какие-либо действия.

## Силы и способности
Нэмора обладает сверхчеловеческой силой и может летать. Она практически неуязвима, так как пули и другие снаряды не могут пробить её чрезвычайно прочную кожу. Нэмора в состоянии плавать со сверхчеловеческой скоростью, дышать под водой и оставаться невосприимчивой к холоду и давлению глубин. Также она лучше видит под водой, чем обычный человек. Нэмора должна периодически погружаться в воду, чтобы сохранить свои силы и здоровье.

## Альтернативные версии

### Ultimate Marvel
Во время сюжетной линии Ultimatum Существо, Женщина-невидимка и доктор Артур Молкевич сражаются с Доктором Доркасом вместе с Нэморой и Тигровой акулой в Атлантиде.

## Вне комиксов
Мэйбл Кадена исполнила роль Нэморы в картине «Чёрная пантера: Ваканда навеки» (2022), действие которого происходит в рамках медиафраншизы «Кинематографическая вселенная Marvel». В отличие от комиксов, здесь она изображена как воительница из Талокана. Кроме того, Нэмора не является родственницей Нэмора.

## Критика
Нэмора заняла 76-е место в списке «100 самых сексуальных женщин в комиксах» по версии журнала Comics Buyer’s Guide. Screen Rant поместил Нэмору на 2-е место среди «10 самых сильных водяных персонажей Marvel».